# Fritz Opitz
Fritz Opitz (* 23. März 1898 in Bernburg; † 1981) war ein deutscher Maschinenbauingenieur und Hochschullehrer.

## Leben und Wirken
Opitz stammte aus Anhalt. Nach dem Schulbesuch studierte er und erlangte den Abschluss als Diplom-Ingenieur. 1958 wurde er mit der Wahrnehmung einer Professur an der Hochschule für Maschinenbau in Karl-Marx-Stadt, die später zur Technischen Hochschule umgewandelt wurde, beauftragt. Daneben wurde er Leiter der Abteilung Feinbearbeitung des Instituts für Technologie des Maschinenbau, aus dem die Fakultät für Technologie der Technischen Hochschule Karl-Marx-Stadt hervorging. 1963 wurde er emeritiert.
Spezialisiert hatte sich Opitz auf Abtrenntechnik. Bekannt wurde er auch durch das Handbuch Verzahntechnik, das 1973 von ihm im Verlag Technik in Berlin herausgegeben wurde und in seinem Todesjahr in stark bearbeiteter zweiter Auflage erschien.